# Oddalenie
Oddalenie – solowy album Kazika nagrany tylko przy pomocy samplera. Nagrań muzyki dokonano w piwnicy Oddalenie (czyli w prywatnej piwnicy Kazika, która widnieje na okładce) a wokali w studiu Winicjusza Chrósta w Warszawie.

## Lista utworów
1. „Jintrodungdzja”
2. „Porozumienie ponad podziałami”
3. „Oddalenie”
4. „Zgredzi”
5. „Łysy jedzie do Moskwy”
6. „Na każdy temat”
7. „Błagam was”
8. „Zaraza”
9. „Czy wy nas macie za idiotów”
10. „Nie lubię już Polski"
11. „Prawo jazdy”
12. „Barton Fink” (zob. film Barton Fink)
13. „Tu nie będzie przeklinania”
14. „Komisariat 63 Brooklyn”
15. „Wewnętrzne sprawy”
16. „Headlines”
17. „Szur szur szur”

Muzyka i słowa: Kazik, oprócz:
- 10. i 11. – muzyka: Olaf Deriglasoff (11 jako Adam Bielak)
- 17. – słowa: Mark Twain

## Muzycy
- Kazik Staszewski – wokal, sampler, klawisze

## Informacje o utworach
„Jintrodungdzja” zawiera fragmenty dwóch piosenek śpiewanych przez brazylijskich znajomych Kazika: „Ainda Ontem Chorei de Saudade” (muz. i sł. Moacyr Franco) oraz „Berço de Deus” (muz. i sł. Dino Franco i José Rico).